# ات بیدرمن
اُتُ بیدرمَن (انگلیسی: Oto Biederman؛ زادهٔ ۵ اوت ۱۹۷۳) اوتو بیدرمن (زاده ۵ اوت ۱۹۷۳) یک قاتل زنجیره‌ای اهل کشور جمهوری چک و عضو گروه کولینسکی است که به دلیل قتل ۵ نفر به حبس ابد محکوم شده است.